# Carex impexa
Carex impexa là một loài thực vật có hoa trong họ Cói. Loài này được K.A.Ford mô tả khoa học đầu tiên năm 1998.